# Mennekrath
Mennekrath ist ein ländlicher Ortsteil der Stadt Erkelenz im Kreis Heinsberg in Nordrhein-Westfalen. Südlich, getrennt durch die Eisenbahnlinie und die Autobahn, liegt der Weiler Neuhaus.

## Geografie
Mennekrath liegt in der Erkelenzer Börde.

### Lage
Mennekrath liegt im Nordosten von Erkelenz. Umliegende Ortschaften sind im Uhrzeigersinn Rath-Anhoven (Gemeinde Wegberg), Herrath (Stadt Mönchengladbach), der Weiler Etgenbusch, Venrath, Kaulhausen, der Weiler Neuhaus, Terheeg und Erkelenz.
Westlich des Dorfes entsteht ab 2006 Borschemich (neu), der neue Standort für die vom  Tagebau Garzweiler II verdrängte Ortschaft Borschemich.
Nordwestlich von Mennekrath befindet sich auch das Wasserwerk Mennekrath.
Zwei bedeutende Verkehrswege liegen im Westen des Dorfes, die Eisenbahnlinie Aachen-Düsseldorf und die Autobahn A 46.

### Baumschulen
Bis vor einigen Jahren lagen große Baumschulen um den Ort, diese sind heute teilweise gerodet. Die Stadt Erkelenz hat die Flächen der noch vorhandenen Baumschulen aufgekauft, um hier in Zukunft einen Stadtwald zu erhalten.

## Geschichte
Im Jahre 1309 wurde das Dorf erstmals als Menkenraide urkundlich erwähnt. Mennekrath gehörte zur geldrischen Stadt Erkelenz. Der Propst des Aachener Marienstiftes besaß im Ort Bauernhöfe, die sogenannten Manngüter.
Am 26. Februar 1945 wurde Mennekrath von amerikanischen Soldaten der 102. Infanteriedivision der 9. US-Armee im Zuge der Operation Grenade eingenommen.

### Ortsnamen
Der Ortsnamen gehört zur Gruppe der mittelalterlichen Rodungsnamen. Siedlungen mit einer solchen Endung auf -rath sind im Erkelenzer Raum zwischen dem 9. und 11. Jahrhundert entstanden.
Im Bestimmungswort ist vermutlich ein Rufname oder Spitzname enthalten, nämlich Mannekin.

### Religion
Die Bevölkerung ist mehrheitlich katholisch und gehört zur Kapellengemeinde Terheeg, die wiederum Teil der Pfarre St. Lambertus Erkelenz ist. Bis um 1960 stand in dem Dorf eine kleine Kapelle, die dem Heiligen Antonius von Padua geweiht war, sie wurde später abgerissen.

## Verkehr
Die AVV-Buslinie EK4 der WestVerkehr verbindet Mennekrath und Neuhaus an Werktagen mit Erkelenz.
Zudem verkehrt der Multi-Bus seit dem 9. Juni 2024 kreisweit erweitert und zu einheitlichen Bedienzeiten. Mehr Informationen gibt es bei WestVerkehr.
| Linie | Verlauf |
| ----- | --- |
| EK4   | ErkaBus: Erkelenz Bf – Erkelenz Stadthalle – Oerath – Oerather Mühlenfeld – (Erkelenz Süd ←) Erkelenz Bf oder (Erkelenz ZOB –) Erkelenz Bf – Oestrich – Neuhaus – Mennekrath – (Erkelenz Gymnasium – Erkelenz Bf) / Erkelenz ZOB |

## Vereine
- „Die Mennekrather“, so nennt sich heute das ehemalige Fanfarenkorps Mennekrath.

## Persönlichkeiten
- Mathias Baux stammte aus Mennekrath[2] und war von 1544 bis 1558 Stadtschreiber im Rathaus von Erkelenz. Von ihm sind drei Schriften überliefert; die Erkelenzer Chronik, das Erkelenzer Rechtsbuch und eine Geldrische Chronik. Besonders die ersten beiden sind wichtige Quellen für die Geschichte der Stadt. Nach ihm wurde 1969 in der Nähe der Gymnasien eine Straße benannt, der Bauxhof.

## Neuhaus
Der Weiler Neuhaus (51° 5′ 11″ N, 6° 20′ 28″ O) besteht nur aus wenigen Wohnhäusern. Ein Bauernhof ist nicht vorhanden. Vermutlich ist die Siedlung im 19. Jahrhundert entstanden. Seit den 1960er Jahren stehen am Rand städtische Notunterkünfte. Der Ort hat 115 Einwohner (Stand 31. Dezember 2020).